# سپاه علی بن ابی‌طالب قم

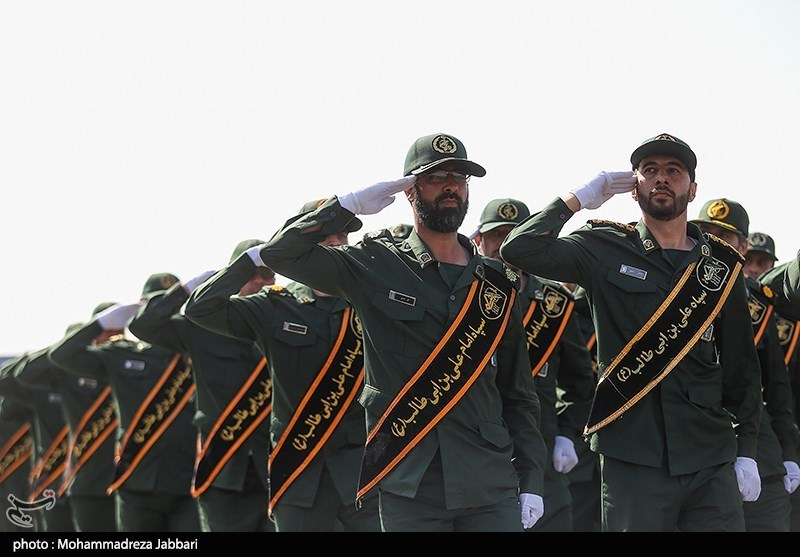
رژه نیروهای سپاه علی بن ابی‌طالب به‌مناسبت سالگرد جنگ ایران و عراق در سال ۱۴۰۱، قم

سپاه علی بن ابی‌طالب قم یگان نظامی-امنیتی و از سپاه‌های استانی زیرمجموعه سپاه پاسداران انقلاب اسلامی است، که ستاد فرماندهی آن در شهر قم مستقر می‌باشد و وظیفه فرماندهی و کنترل کلیه یگان‌های سپاه و بسیج مستقر در استان قم را برعهده دارد. مهم‌ترین یگان‌های زیرمجموعه این سپاه، لشکر ۱۷ علی بن ابی‌طالب از نیروی زمینی سپاه و ۳ سپاه ناحیه‌ای (نواحی بسیج شهرستان‌های استان) شامل سپاه قم، سپاه کهک و سپاه سلفچگان می‌باشند. در حال حاضر سرتیپ‌دوم پاسدار محمدرضا موحد فرماندهی سپاه علی بن ابی‌طالب قم را برعهده دارد و سرتیپ‌دوم پاسدار مهدی کبیری‌پور به‌عنوان جانشین این سپاه فعالیت می‌کند.